# 12443 Paulsydney
12443 Paulsydney eller 1996 EQ2 är en asteroid i huvudbältet som upptäcktes den 15 mars 1996 av AMOS-projektet vid Haleakalā-observatoriet. Den är uppkallad efter Paul Sydney.
Asteroiden har en diameter på ungefär 9 kilometer och den tillhör asteroidgruppen Tirela.